# Церковь Святого Иоанна (Канберра)
Церковь Святого Иоанна Крестителя (англ. St John the Baptist Church) — приходская церковь в диоцезе Канберры и Гоулберна Англиканской Церкви Австралии. Старейшее здание и культовое сооружение в Канберре. Церковь расположена на углу площади Ветеранов и проспекта Конституции. На территории прихода находится зал для репетиций Канберрского хора мальчиков.

## История
Первый камень в основание церкви в честь Рождества Святого Иоанна Крестителя в деревне Рид был заложен в 1841 году. Храм был освящён 12 марта 1845 года Уильямом Грантом Бротоном, первым и единственным англиканским епископом в Австралии в то время. Приходское кладбище было освящено в том же году, как и приходская школа, старейшее учебное заведение на территории современной Канберры, ныне являющиеся музеем.
Строительство церкви длилось в течение нескольких лет и проходило в три этапа. В 1841–1845 годах по проекту архитектора Роберта Кэмпбелла было построено основное здание храма. После его сыном Джорджем Кэмпбеллом был расширен неф. В 1872—1873 годах другой его сын, Джон Кэмпбелл возвёл алтарь.
Песчаник на строительство церкви добывался из карьеров, расположенных в основании Черной горы и карьера Хилл, ныне в районе Ярраламла. Шестиметровая колокольня была построена в 1845 году, но из-за ошибок допущенных при строительстве в 1864 года её пришлось демонтировать. В 1865–1870 годах по проекту архитектора Эдмунда Блэкета на месте старой была возведена новая колокольня. Облицовочная плита для окон колокольни была сделана из песчаника добытого в районе Камден-Барго в 160 километрах от места строительства. Шпиль на колокольню был добавлен в 1878 году. Церковные колокола стали подарком 15-го генерал-губернатора Австралии, Уильяма Сидни, 1-го виконта Де Л’Айла во время его службы в 1961-1965 годах.
В октябре 2011 года храм посетили Её Величество, королева Великобритании Елизавета II с супругом, принцем Филиппом, герцогом Эдинбургским. На богослужении также присутствовали прихожане церкви премьер-министр Австралии Кевин Радд с супругой, Терезой Рин и сэр Зелман Коуэн. Вёл богослужение Его Высокопреподобие Стюарт Робинсон, епископ Канберры и Гоулберна.

## Описание
Базилика с одним нефом, следующим с запада на восток. Над входом расположены хоры и орган. На южной стороне храма есть фрески с изображениями людей и событий из истории церкви, в том числе и с изображением строителя храма, архитектора Роберта Кэмпбелла в его имении Дантрун, ныне являющимся частью Королевского военного колледжа.
Рядом с церковью находится погост Святого Иоанна — старейшее кладбище Канберры, на котором покоятся многие из числа первых европейских поселенцев, осваивавших эту территорию. Здесь находится могила лётчика-аса, героя Второй мировой войны Роберта Генри Максвелла Гиббса.